# Guyver
 (septembre 2010).
Guyver (強殖装甲ガイバー, Kyōshoku Sōkō Gaibā) est une série de manga écrite et dessinée par Yoshiki Takaya. Elle a été prépubliée dans le magazine Shōnen Captain de Tokuma Shoten en 1985. En 1997, l'édition du magazine est arrêtée. Kadokawa Shoten reprend alors la publication du manga, et réédite l'ensemble des volumes déjà publiés par Tokuma Shoten. Le manga est désormais en cours de prépublication dans le mensuel Shōnen Ace de Kadokawa Shoten. Il est aussi édité en anglais par Viz Media (Amérique du Nord) et Chuang Yi Publishing (Singapour), et en italien par Star Comics.
Le manga a ensuite été adapté en animation avec un OAV, Guyver: Out of Control (1986), puis en une série de douze OAV, The Guyver (1989-1992), et enfin une série télévisée Guyver: The Bioboosted Armor (2005) reposant sur les cinquante-neuf premiers chapitres (tome 1 à 10). Il connait aussi deux adaptations en film live : The Guyver (1991), aussi connu sous le nom Mutronics, et sa suite, Guyver 2: Dark Hero (1994).

## Synopsis
Après avoir dérobé une mallette à la puissante société Cronos, Malmoth est traqué par des membres de cette société. La mallette contient en fait trois unités Guyver, des armures extraordinaires qui confèrent de grands pouvoirs à ceux qui les possèdent. Rapidement rattrapé par les troupes de choc de Cronos, Malmoth décide de se suicider en se faisant exploser. L’explosion éparpille par la même occasion les trois unités contenues dans la mallette. Une de ces unités atterrit aux pieds de Sho Fukamachi, un jeune lycéen, et fusionne avec lui. Sho devient alors le Guyver, un être surpuissant capable de rivaliser avec les monstres de Cronos. 

## Personnages
Sho Fukamachi/Guyver I
C'est le héros de la série et c'est aussi le premier des personnages à avoir eu l'armure Guyver.
Lisker/GuyverII
Lisker est un personnage faisant partie de la société de Chronos ayant en lui l'un des Guyver. Celui-ci lui a sauté dessus lors d'une autopsie.
Agito Makishima/Guyver III
C'est un des héros, détenteur d'une des armures. N'ayant pas les mêmes projets que Sho pour ce qui est de l'armure, il y aura des problèmes. Il est le fils adoptif de Genzo Makishima, directeur de la branche japonaise de la Cronos Corporation.
Tetsuro Segawa
Le meilleur ami de Sho Celui qui va l'aider le long de sa quête.
Mizuki Segawa
Sœur de Tetsuro, elle va être malheureusement impliquée dans cette histoire. Sho est amoureux d'elle, mais elle n'a d'yeux que pour Agito.
Archanfel/Arkanfel
Le chef suprême des Zoalords. Il est vénéré de tous. En outre il fut le premier être humain créé par les Créateurs eux-mêmes et le tout premier Zoalord.

## Manga
Guyver a été tout d'abord créé en manga qui est un Shonen qui comporte 32 volumes et sa sortie initiale est en 1985. Cela a été écrit et dessiné par Yoshiki Takaya. 

## Anime

### OAV
Guyver: Out of Control (1986)
Cette OAV pilote réalisée en 1986 par Horoshi Watanabe est basée uniquement sur le premier volume du manga. Cette OAV raconte quasiment la même histoire que les deux premières OAV de 1989 mis à part le fait que Lisker (Guyver 2) est remplacé par une femme sculpturale très cruelle. La qualité technique de cette OAV n’est pas excellente mais le combat final entre les deux Guyvers dans les cales d’un bateau vaut le coup d’œil. Après avoir découvert en se promenant une unité Bio-Booster extra-terrestre, Sho, un jeune lycéen, se transforme en Guyver. Mais la société Cronos compte bien récupérer les pouvoirs du Guyver pour eux. Ils envoient donc un agent spécial pour combattre Sho.
Guyver (The Guyver: Bio-Booster Armor en VO) (1989-1992)
Supervisée par Takaya, cette série d'OAV se compose de 6 épisodes puis sera complétée par 6 épisodes supplémentaires en 1991-1992, formant ainsi un total de 12 OAV. Mais, elle ne couvre que les 4 premiers volumes du manga.

### Série télévisée
Guyver: The Bioboosted Armor (2005-2006)
Cette série est composée en 26 épisodes de 24 minutes. Elle reprend l'histoire depuis le début mais avec une réalisation et un scénario améliorés. Mais la aussi, la série ne couvre pas tout le manga et se clôt au tome 10 (le manga compte alors 22 tomes en août 2006), avec l'apparition du « Gigantic » Guyver et le combat contre Neo ZX-Tole.

#### Épisodes
1. La prodigieuse armure bio-améliorée.
2. L'organisation secrète Chronos.
3. L’inspecteur Lisker.
4. Le visiteur du soir.
5. La troisième ombre.
6. Après un combat à mort.
7. Les cellules miraculeuses.
8. Le gratte-ciel chancelant.
9. Cendres et Souvenirs.
10. Prélude à la chasse.
11. Relic's Point.
12. A chacun sa détermination.
13. La tragédie d'Enzime 2.
14. La fuite sous la pluie.
15. Gyuot monte au front.
16. Ressuscite, Guyver 1!
17. Un encerclement cauchemardesque.
18. Vibrations.
19. La nuit avant l'assaut.
20. Le vaisseau des Créateurs.
21. Chaos à Relic's Point.
22. Compte à rebours avant la destruction.
23. Le rayon exterminateur.
24. Dans la ville occupée.
25. Les frémissements de la chrysalide.
26. L’avènement du Gigantic Guyver.

## Filmslive-action
- Mutronics (Guyver) de Steve Wang et Screaming Mad Georges, avec Mark Hamill, est le premier film de la franchise en live-action réalisé en 1991.
- Guyver : La Sentinelle de l'ombre (Guyver: Dark Hero) de Steve Wang, avec David Hayter, est le deuxième film de la saga en live-action réalisé en 1994.

## Description des Guyvers

### Aptitudes du Guyver
Le module Bio-Booster est une arme bioorganique, mélange d'un parasite extra-terrestre et de la plus haute technologie des Anciens, les créateurs des humains et des Zoanoïdes. Lors de son activation elle se transforme en une armure intégrale et parfaite, améliorant les capacités de son hôte et démultipliant sa force. Ce module a été conçu pour n'être qu'une arme. Chaque arme étant dotée de capacités différentes, pour optimiser les capacités inhérentes à son utilisateur en fonctionnant en totale symbiose avec celui-ci, le rendant plus fort, plus agile et plus mortel. Mais cela se révéla un échec ! L'arme améliorant ainsi son porteur fait perdre aux Anciens la capacité de contrôle mental des Zoanoïdes. Cette arme est nommée Guyver, ce qui signifie « Hors de contrôle ». Pour pallier cette menace, les Anciens tentent de fabriquer un Bio-extracteur afin de couper le lien existant entre l'hôte et le parasite de façon à retourner le module à son état originel. Ils sont parvenus au terme de leurs recherches, mais trop tard hélas.
Les Guyvers ont comme armes deux lames à haute vibration, un laser situé sur le front, des organes situés aux flancs du crâne capables de repérer toute sorte de vie autour de lui, et s'activent un peu à la manière du « sens d'araignée » de Spiderman.
Il utilise également un système gravitationnel situé au niveau de la ceinture qui lui permet de se mouvoir dans les airs ou de créer des sphères gravitationnelles capables de détruire pratiquement n'importe quel matériau en le faisant imploser.
Il peut, grâce à sa force de pensée, dévier des missiles à tête chercheuse, mais son arme la plus puissante reste son méga-smasher, situé sous sa poitrine qui peut s'ouvrir. Deux accumulateurs d'énergie se trouvent sous ses seins et permettent, une fois le chargement effectué, de tirer un laser d'une puissance apocalyptique.
Il est également capable de se régénérer rapidement et de guérir de ses blessures, voire de renaître même si tout le corps a été anéanti, dans la mesure où le « Metal control » (cœur du « système Guyver » situé sur son front) n'est pas endommagé.
À sa résurrection, le Guyver se met automatiquement en mode Défense, mode qui le rend impitoyable avec une maîtrise totale du combat, telle une machine de guerre, le temps que son utilisateur reprenne conscience.
Il est expliqué dans la série que le module Guyver équipe tous les anciens, et qu'un des scientifiques l'aurait testé sur les humains par curiosité, causant l'augmentation des capacités du cobaye et la rupture du contrôle mental des anciens. Ils ont supposé que le bio boost combiné avec le Zoa crystal d'un zoalord donnerait naissance à la créature la plus puissante de l'univers et ont probablement précipité leur départ de la Terre à la suite de cette découverte. 
Le module permet par ailleurs de piloter les vaisseaux des anciens et de communiquer avec eux, comme vus dans les derniers épisodes de Guyver The Bioboosted Armor et le 2e film live, Guyver the Dark Sentinel.